# Titanacris albipes
Titanacris albipes är en insektsart som först beskrevs av De Geer 1773.  Titanacris albipes ingår i släktet Titanacris och familjen Romaleidae. Inga underarter finns listade i Catalogue of Life.

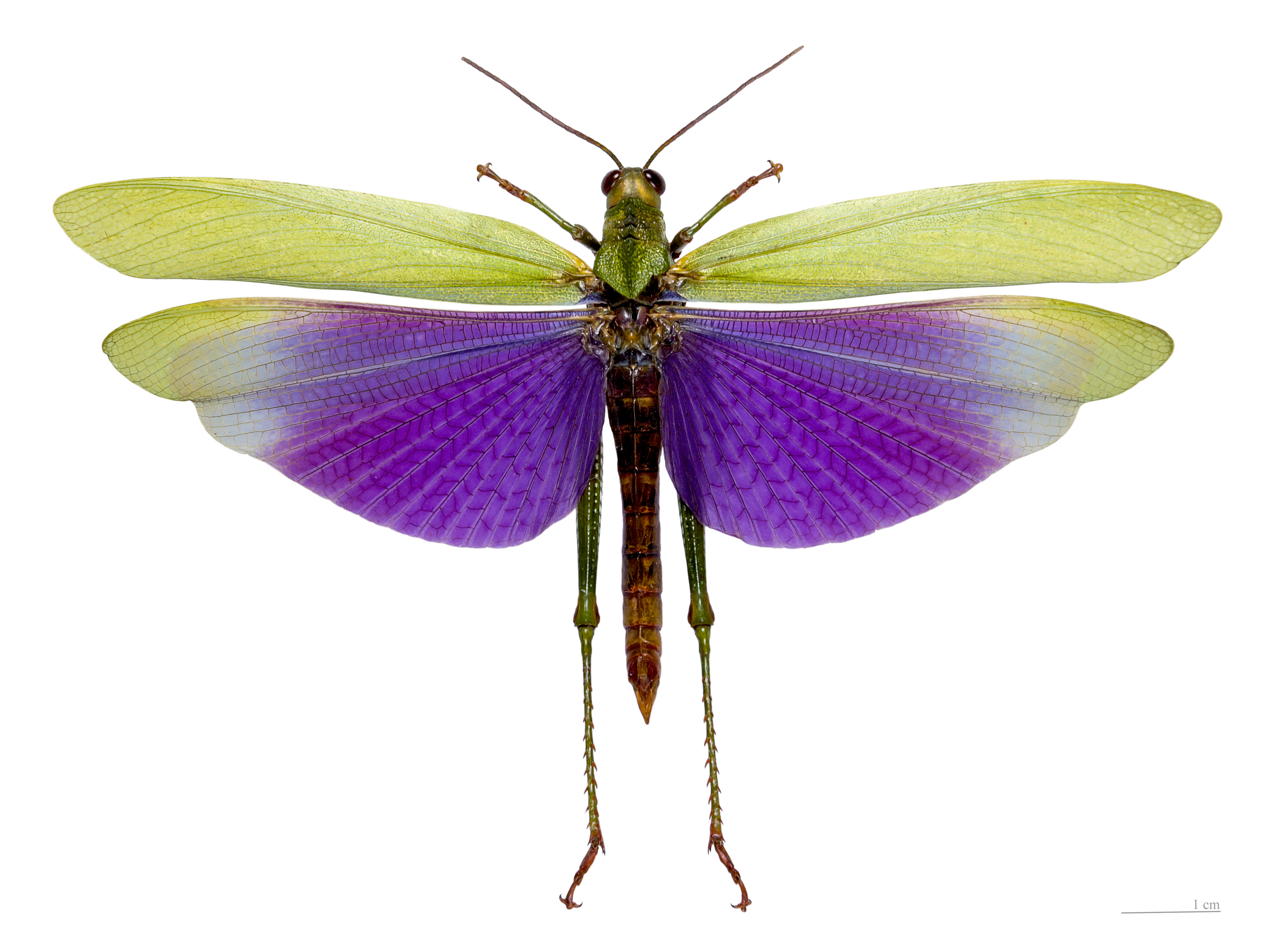
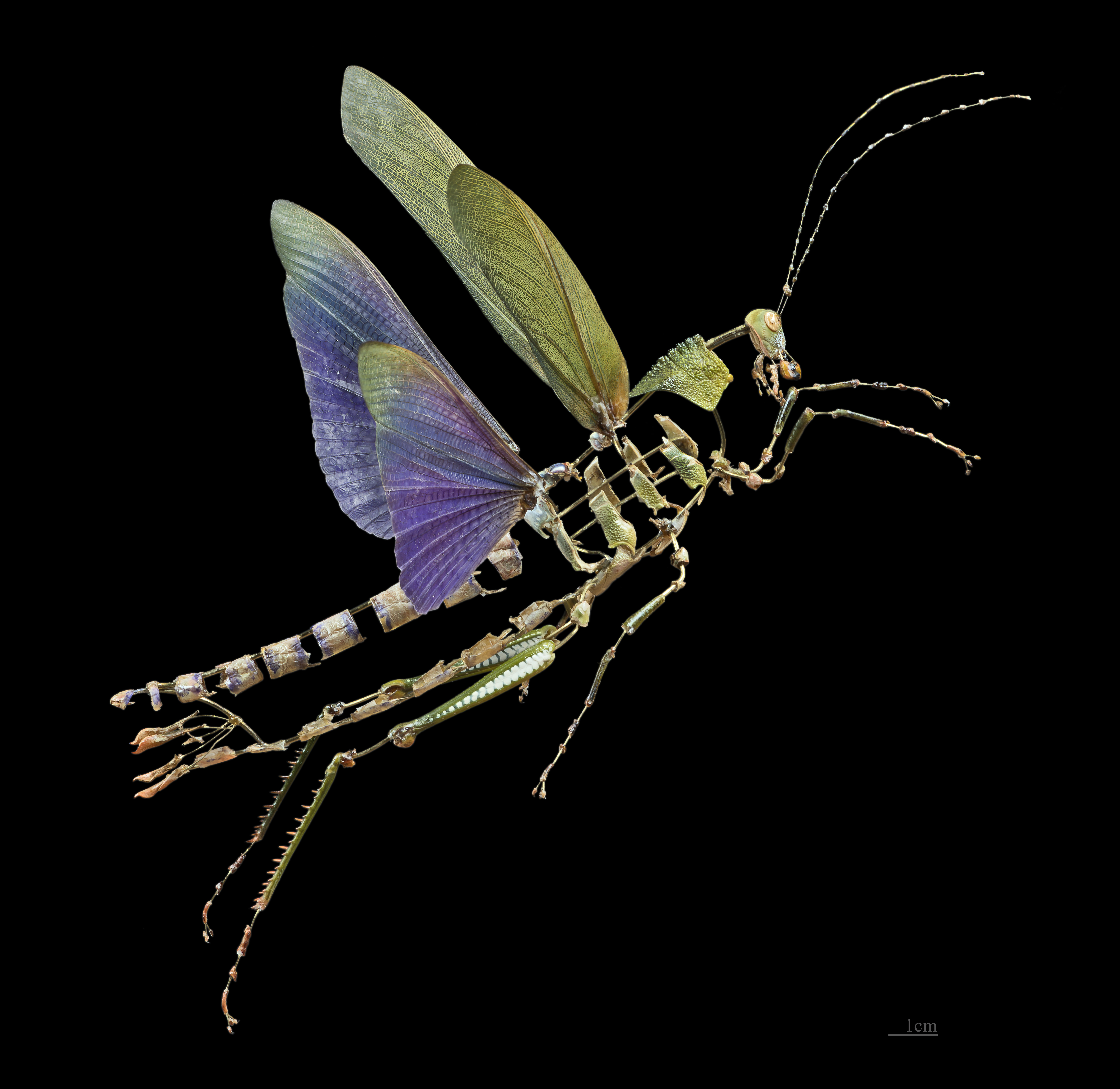